# Afriana Carfania
Afriana Carfania, död 48 f.Kr, var en romersk jurist. 
Hon beskrivs som en romarinna med bred kunskap om lagen, som representerade inte enbart sig själv utan sedan även klienter inför praetorn, och alltså agerade som juridiskt ombud i domstol. Hon hade uppenbarligen en framgångsrik karriär. Det fanns under denna tid ingenting som hindrade en kvinna från att representera andra i domstol, men hennes karriär i juridiken väckte både irritation och förlöjligande kritik hos en del samtida krönikörer. Efter hennes död stiftades en lag som uttryckligen förbjöd kvinnor att representera någon annan än sig själva inför domstol. 